# Teoría del portafolio moderna

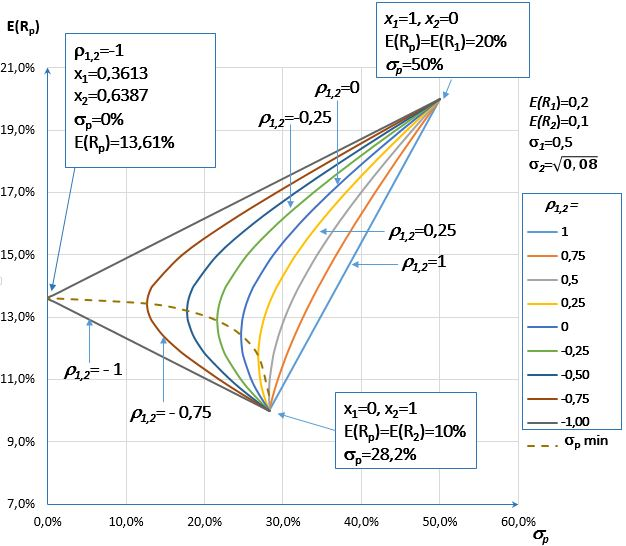
Ejemplo resuelto de una cartera de dos activos con rendimientos y riesgos esperados constantes y coeficientes y ponderaciones de correlación variables, necesarios para reflejar el conjunto factible y la frontera de Markowitz

La teoría del portafolio moderna (MPT) o análisis de varianza media es una teoría de inversión que estudia como maximizar el retorno y minimizar el riesgo, mediante una adecuada elección de los componentes de una cartera de valores. Originada por Harry Markowitz, autor de un artículo sobre selección de cartera publicado en 1952, la teoría moderna de la selección de cartera (modern portfolio theory) propone que el inversor debe abordar la cartera como un todo, estudiando las características de riesgo y retorno global, en lugar de escoger valores individuales en virtud del retorno esperado de cada valor en particular.
La teoría de selección de cartera toma en consideración el retorno esperado a largo plazo y la volatilidad esperada en el corto plazo.
La volatilidad se trata como un factor de riesgo, y la cartera se conforma en virtud de la tolerancia al riesgo de cada inversor en particular, tras ecuacionar el máximo nivel de retorno disponible para el nivel de riesgo escogido.
En su modelo, Markowitz, establece que los inversionistas tienen una conducta racional a la hora de seleccionar su cartera de inversión y por lo tanto siempre buscan obtener la máxima rentabilidad sin tener que asumir un alto nivel de riesgo. Nos muestra también, como hacer una cartera óptima disminuyendo el riesgo de manera que el rendimiento no se vea afectado.
Para poder integrar una cartera de inversión equilibrada lo más importante es la diversificación ya que de esta forma se reduce la variación de los precios. La idea de la cartera es, entonces, diversificar las inversiones en diferentes mercados y plazos para así disminuir las fluctuaciones en la rentabilidad total de la cartera y por lo tanto también del riesgo.